# Kawardha
Kawardha é uma cidade e um município no distrito de Kawardha, no estado indiano de Chhattisgarh.

## Geografia
Kawardha está localizada a 22° 01′ N, 81° 15′ L. Tem uma altitude média de 353 metros (1158 pés).

## Demografia
Segundo o censo de 2001, Kawardha tinha uma população de 31 788 habitantes. Os indivíduos do sexo masculino constituem 52% da população e os do sexo feminino 48%. Kawardha tem uma taxa de literacia de 66%, superior à média nacional de 59,5%: a literacia no sexo masculino é de 76% e no sexo feminino é de 55%. Em Kawardha, 15% da população está abaixo dos 6 anos de idade.